# Universidad de la Comunicación
La Universidad de la Comunicación es una universidad privada de México, fundada el 13 de diciembre de 1976, imparte licenciaturas relacionadas con la comunicación y cultura, tales como: Publicidad, Comunicación y Gestión de la Cultura y las Artes, Comunicación Social, Comunicación Visual, Comunicación Organizacional, Mercadotecnia, Cine, Animación y Periodismo.
Cuenta con la validación oficial de la Secretaría de Educación Pública y el reconocimiento de la IAA (International Advertising Association).

## Edificio

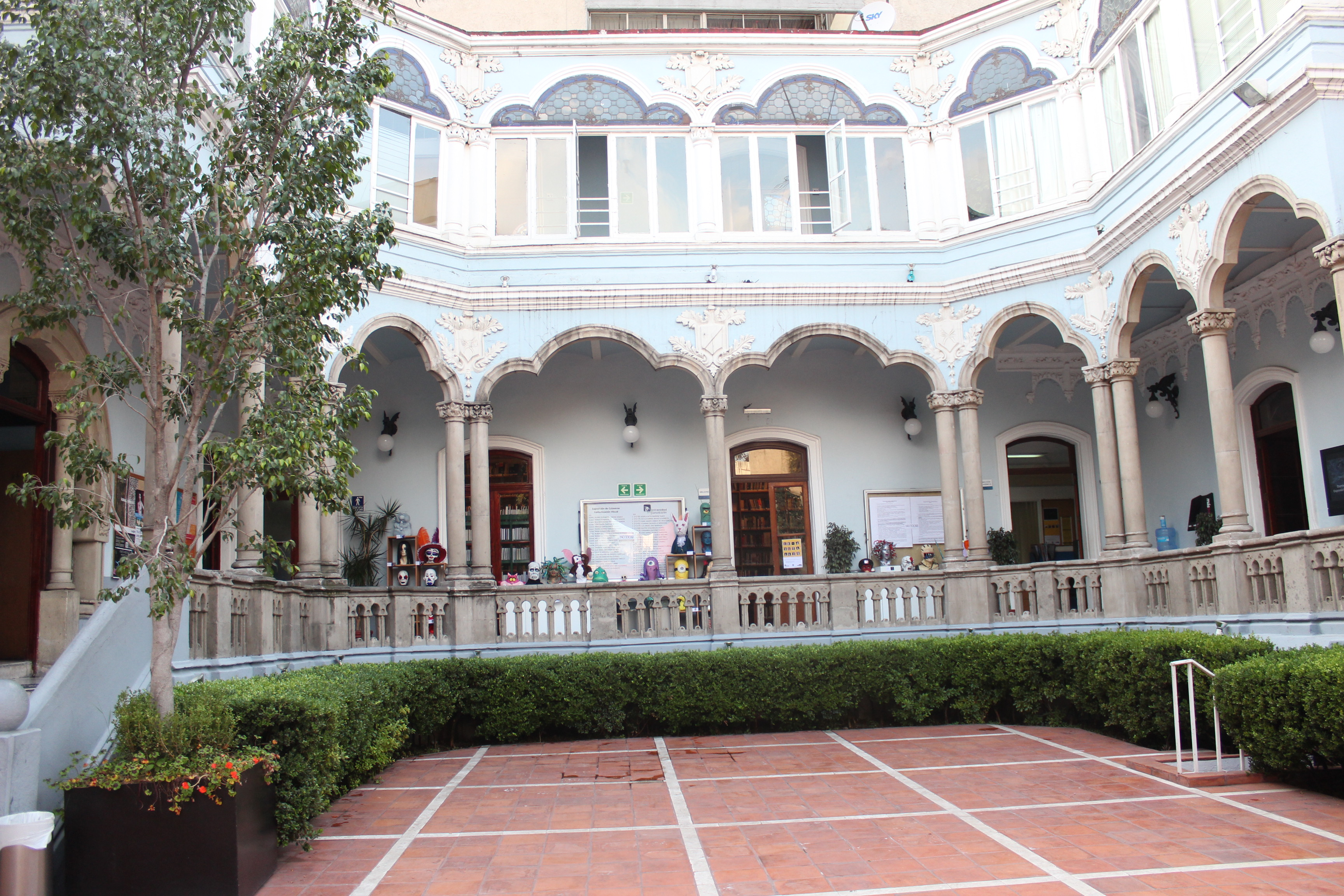
Interior del inmueble

La Universidad de la Comunicación se ubica en la Colonia Roma en un edificio construido en los años 20, obra del arquitecto E. Prunes, inspirado en el Palacio de Azahara, con características islámicas reflejadas en los arcos en forma de herradura de sus ventanas, y en el calado de sus balcones y "a partir de relieves en las columnas y en los remates" pero tiene arquitectura eclética, ya que también se pueden observar elementos característicos de los estilos renacentista, nouveau, románico. La reja fue construida con fierro proveniente de la Compañía Fundidora de Fierro y Acero de Monterrey.

## Historia

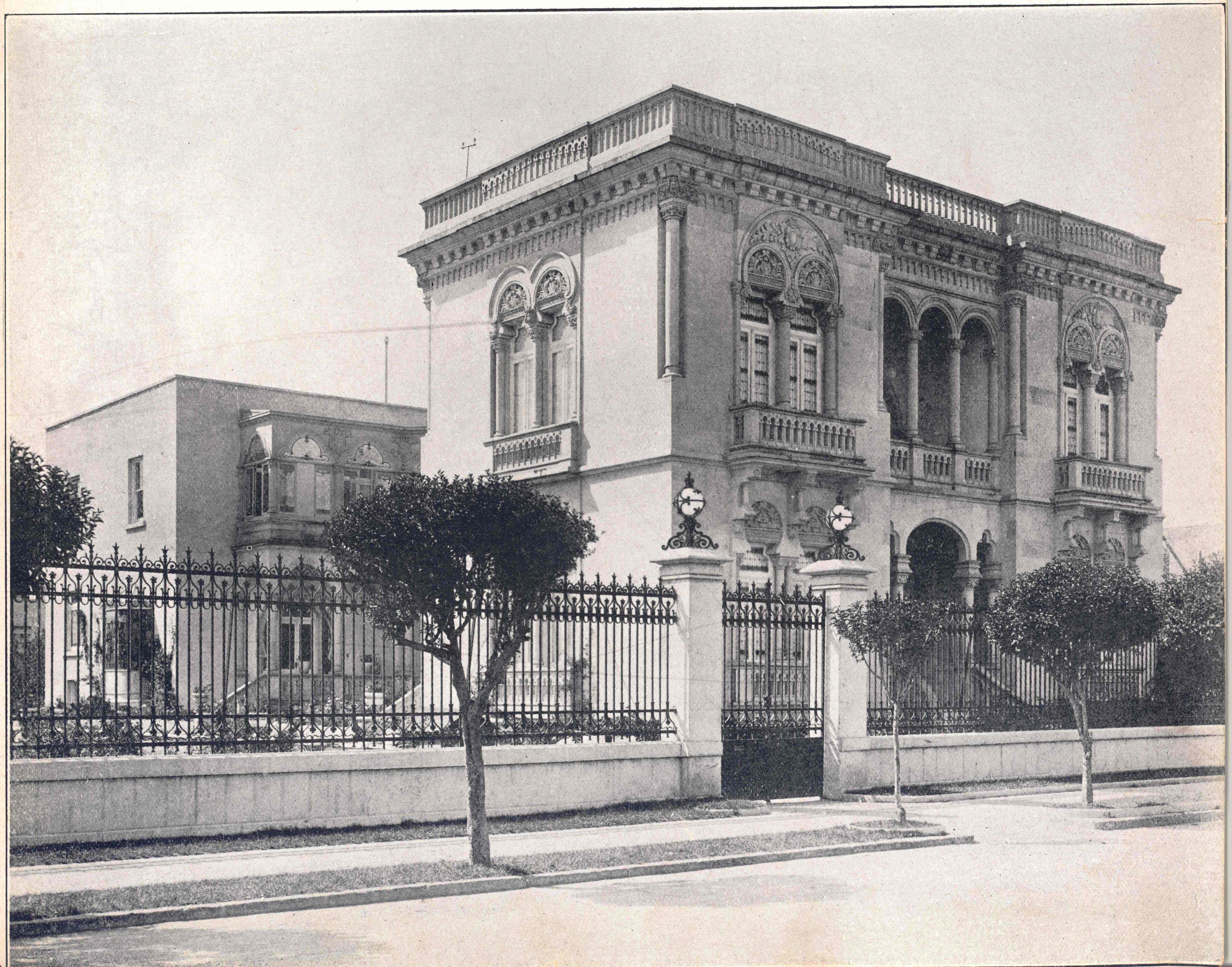
Imagen histórica del inmueble

En un inicio el inmueble fue habitacional, se afirma que perteneció a la acaudalada familia Peralta. A principios de los años cuarenta, la comunidad judía Alianza Monte Sinaí adquirió esta residencia para convertirla en escuela: el Colegio Hebreo Monte Sinaí Tarbut, inaugurado el 8 de febrero de 1943. Dos años más tarde, parte del jardín fue ocupado para construir un edificio anexo que albergó a la Escuela de Comercio, más tarde, fue sede de otra escuela: El Liceo de México (fundado en 1931). En 1976 la Universidad de la Comunicación se ubicó en el inmueble.
En esta casa se filmaron algunas escenas de la película "Mariana, Mariana" basada en la novela "Las batallas en el desierto" cuyo autor, José Emilio Pacheco, da cuenta de varios escenarios y personajes de la colonia Roma.